# ذمرا آل حكمي

تعديل مصدري - تعديل

ذمرا آل حكمي هي إحدى قرى عزلة جيشان بمديرية جيشان التابعة لمحافظة أبين، بلغ تعداد سكانها 63 نسمة حسب تعداد اليمن لعام 2004.